# Avala
Avala (506 m) – góra w Serbii, położona na obszarze Szumadii, 16,5 km na południe od Belgradu.

## Opis
W większości jest zalesiona. Jest zbudowana z margla, muskowitu i wapienia. Od 2007 roku jest objęta ochroną przyrodniczą.
Wzniesiono na niej Avalski toranj, wieżę radiowo-telewizyjną o wysokości 205 m, posiadającą taras widokowy oraz Pomnik Nieznanego Żołnierza autorstwa Ivana Meštrovicia. W średniowieczu leżał na niej gród Žrnov.